# Official Independent Chart
L'Official Independent Chart (o Official Indie Chart) è la classifica musicale stilata dalla Official Charts Company per i 40 singoli e i 40 album pubblicati da un'etichetta indipendente più venduti nel Regno Unito settimanalmente.

## Storia
La classifica era inizialmente nata dall'idea di Iain McNay, presidente della Cherry Red Records, che venne accolta dalla rivista musicale Record Week, che cominciò a pubblicarla settimanalmente a partire dal 1980. La prima canzone in classifica della prima stilata fu Where's Captain Kirk dei Spizzenergi, mentre Dirk Wears White Sox degli Adam and the Ants fu il primo album a occupare il primo posto. Dopo alcuni anni la UK Indie Chart cominciò ad essere pubblicata anche da Sounds. L'iniziale caratteristica che un album o un singolo doveva avere per poter entrare nella classifica era essere stata pubblicata da un'etichetta non appartenente alle principali major dell'industria musicale, ovvero EMI, Sony, Warner e Universal. Questo requisito mutò poi nel più concessivo "essere pubblicato da un'etichetta che non appartenga a una major per almeno il 50%" quando la Official Charts Company acquisì ufficialmente i diritti di stilare la classifica nel giugno 2009, cambiandone il nome in UK Independent Chart e successivamente in Official Independent Chart.